# Sha-Rock
иди нахуйиди нахуй иди нахуй иди нахуй иди нахуй иди нахуй иди нахуй иди нахуй иди нахуй иди нахуй иди нахуй иди нахуй иди нахуй иди нахуй иди нахуй иди нахуй иди нахуй иди нахуй иди нахуй иди нахуй иди нахуй иди нахуй иди нахуй иди нахуй иди нахуй иди нахуй иди нахуй иди нахуй иди нахуй иди нахуй иди нахуй иди нахуй иди нахуй иди нахуй иди нахуй иди нахуй иди нахуй иди нахуй иди нахуй иди нахуй иди нахуй иди нахуй иди нахуй иди нахуй иди нахуй иди нахуй иди нахуй иди нахуй иди нахуй иди нахуй иди нахуй иди нахуй иди нахуй иди нахуй иди нахуй иди нахуй иди нахуй иди нахуй иди нахуй иди нахуй иди нахуй иди нахуй иди нахуй иди нахуй иди нахуй иди нахуй иди нахуй иди нахуй иди нахуй иди нахуй иди нахуй иди нахуй иди нахуй иди нахуй иди нахуй иди нахуй иди нахуй иди нахуй иди нахуй иди нахуй иди нахуй иди нахуй иди нахуй иди нахуй иди нахуй иди нахуй иди нахуй иди нахуй иди нахуй иди нахуй иди нахуй иди нахуй иди нахуй иди нахуй иди нахуй иди нахуй иди нахуй иди нахуй иди нахуй иди нахуй иди нахуй иди нахуй иди нахуй иди нахуй иди нахуй иди нахуй иди нахуй иди нахуй иди нахуй иди нахуй иди нахуй иди нахуй иди нахуй иди нахуй иди нахуй иди нахуй иди нахуй иди нахуй иди нахуй иди нахуй иди нахуй иди нахуй иди нахуй иди нахуй иди нахуй иди нахуй иди нахуй иди нахуй иди нахуй иди нахуй иди нахуй иди нахуй иди нахуй иди нахуй иди нахуй иди нахуй иди нахуй иди нахуй иди нахуй иди нахуй иди нахуй иди нахуй иди нахуй иди нахуй иди нахуй иди нахуй иди нахуй иди нахуй иди нахуй иди нахуй иди нахуй иди нахуй иди нахуй иди нахуй иди нахуй иди нахуй иди нахуй иди нахуй иди нахуй иди нахуй иди нахуй иди нахуй иди нахуй иди нахуй иди нахуй иди нахуй иди нахуй иди нахуй иди нахуй иди нахуй иди нахуй иди нахуй иди нахуй иди нахуй иди нахуй иди нахуй иди нахуй иди нахуй иди нахуй иди нахуй иди нахуй иди нахуй иди нахуй иди нахуй иди нахуй иди нахуй иди нахуй иди нахуй иди нахуй иди нахуй иди нахуй иди нахуй иди нахуй иди нахуй иди нахуй иди нахуй иди нахуй иди нахуй иди нахуй иди нахуй иди нахуй иди нахуй иди нахуй иди нахуй иди нахуй иди нахуй иди нахуй иди нахуй иди нахуй иди нахуй иди нахуй иди нахуй иди нахуй иди нахуй иди нахуй иди нахуй иди нахуй иди нахуй иди нахуй иди нахуй иди нахуй иди нахуй иди нахуй иди нахуй иди нахуй иди нахуй иди нахуй иди нахуй иди нахуй иди нахуй иди нахуй иди нахуй иди нахуй иди нахуй иди нахуй иди нахуй иди нахуй иди нахуй иди нахуй иди нахуй иди нахуй иди нахуй иди нахуй иди нахуй иди нахуй иди нахуй иди нахуй иди нахуй иди нахуй иди нахуй иди нахуй иди нахуй иди нахуй иди нахуй иди нахуй иди нахуй иди нахуй иди нахуй иди нахуй иди нахуй иди нахуй иди нахуй иди нахуй иди нахуй иди нахуй иди нахуй иди нахуй иди нахуй иди нахуй иди нахуй иди нахуй иди нахуй иди нахуй иди нахуй иди нахуй иди нахуй иди нахуй иди нахуй иди нахуй иди нахуй иди нахуй иди нахуй иди нахуй иди нахуй иди нахуй иди нахуй иди нахуй иди нахуй иди нахуй иди нахуй иди нахуй иди нахуй иди нахуй иди нахуй иди нахуй иди нахуй иди нахуй иди нахуй иди нахуй иди нахуй иди нахуй иди нахуй иди нахуй иди нахуй иди нахуй иди нахуй иди нахуй иди нахуй иди нахуй иди нахуй иди нахуй иди нахуй иди нахуй иди нахуй иди нахуй иди нахуй иди нахуй иди нахуй иди нахуй иди нахуй иди нахуй иди нахуй иди нахуй иди нахуй иди нахуй иди нахуй иди нахуй иди нахуй иди нахуй иди нахуй иди нахуй иди нахуй иди нахуй иди нахуй иди нахуй иди нахуй иди нахуй иди нахуй иди нахуй иди нахуй иди нахуй иди нахуй иди нахуй иди нахуй иди нахуй иди нахуй иди нахуй иди нахуй иди нахуй иди нахуй иди нахуй иди нахуй иди нахуй иди нахуй иди нахуй иди нахуй иди нахуй иди нахуй иди нахуй иди нахуй иди нахуй иди нахуй иди нахуй иди нахуй иди нахуй иди нахуй иди нахуй иди нахуй иди нахуй иди нахуй 
1. ↑  Rick Astley. Rick Astley - Never Gonna Give You Up (Official Music Video) (24 октября 2009). Дата обращения: 21 марта 2025.